# TCDD E1000
TCDD E1000 — серія тепловозів, використовуваних державною компанією Турецька залізниця. Всього був побудований 1 екземпляр-прототип, якив був виготовлений в 2015 році компанією TÜLOMSAŞ та інститутом TÜBİTAK MAM. Головною особливістю локомотива є його система повторного гальмування, яка дозволяє електровозу без сторонньої допомоги в найкоротший час повністю зупинитися. У локомотивов цієї серії в якості двигуна використовується асинхронна машина. 
Локомотиви мають потужність 1360 к.с і в змозі розвивати швидкість до 80 км/год. Вага локомотива становить 72 тонн при довжині 13 250 мм.